# Grandifoxus longirostris
Grandifoxus longirostris är en kräftdjursart som först beskrevs av Gurjanova 1938.  Grandifoxus longirostris ingår i släktet Grandifoxus och familjen Phoxocephalidae. Inga underarter finns listade i Catalogue of Life.